# Павійондор
Павійондор, павільондор (фр. pavillon d'or — золотий павільйон) — французька золота монета Філіппа VI Валуа (1328—1350), запроваджена в 1339 році як золотий деньє з зображенням павільйону (фр. denier d'or au pavillon) вагою у 5, 1 г вартістю 30 су турських. На аверсі був зображений король під навісом, на реверсі — хрест з квітами, корони по кутах і напис: «ХРС vincit, XPC regnat …».

## Джерело
- 3варич В. В. Нумізматичний словник. — Львів: «Вища школа», 1978, 338 с.